# Pleurothallis reginae
Pleurothallis reginae är en orkidéart som beskrevs av Leslie Andrew Garay. Pleurothallis reginae ingår i släktet Pleurothallis och familjen orkidéer. Inga underarter finns listade i Catalogue of Life.